# Layton (Utah)
Pour les articles homonymes, voir Layton.
Layton est une municipalité américaine située dans le comté de Davis, dans l’Utah. Lors du recensement de 2010, sa population est de 67 311 habitants, ce qui en fait la plus grande ville du comté et la septième de l’État. 

## Géographie
La municipalité s'étend sur 22,17 milles carrés (57,42 km2), dont 0,17 mille carré (0,44 km2) d'étendues d'eau.

## Histoire
La ville porte le nom de Christopher Layton, un pionnier et leader mormon. Layton a été fondée en 1850 par des membres de l’Église de Jésus-Christ des saints des derniers jours. Cependant, à la différence des autres localités de l’État, Layton n’a pas été planifiée. À l’origine elle faisait partie de Kaysville et s’en est séparée à la suite d’une longue querelle juridique sur fond de taxes jugées trop lourdes. En 1902, la Cour suprême de l'Utah accorde à Layton le droit de faire sécession. Elle devient une zone non incorporée, puis est incorporée en 1920. 

## Démographie
La population de Layton est estimée à 76 691 habitants au 1er juillet 2017.
| Groupe            | Layton (2016) | Utah (2017) | États-Unis (2017) |
| ----------------- | ------------- | ----------- | ----------------- |
| Blancs            | 85,4          | 90,9        | 76,6              |
| Métis             | 4,4           | 2,5         | 2,7               |
| Asiatiques        | 2,7           | 2,6         | 5,8               |
| Afro-Américains   | 1,6           | 1,4         | 13,4              |
| Océano-Américains | 0,8           | 1,0         | 0,2               |
| Amérindiens       | 0,7           | 1,5         | 1,3               |
|                   |               |             |                   |
| Hispaniques       | 12,4          | 7,0         | 18,1              |

Le revenu par habitant était en moyenne de 26 003 dollars par an entre 2012 et 2016, au-dessus de la moyenne de l'Utah (25 600 dollars) mais inférieur à la moyenne nationale (29 829 dollars), malgré un revenu médian par foyer plus élevé (68 507 dollars à Layton contre 55 322 dollars dans le pays). Sur cette même période, 9,6 % des habitants de Layton vivaient sous le seuil de pauvreté (contre 10,2 % dans l'État et 12,7 % à l'échelle des États-Unis).